# Saint-Alban-Leysse
Saint-Alban-Leysse är en kommun i departementet Savoie i regionen Auvergne-Rhône-Alpes i sydöstra Frankrike. Kommunen ligger i kantonen Saint-Alban-Leysse som tillhör arrondissementet Chambéry. År 2022 hade Saint-Alban-Leysse 6 589 invånare.

## Befolkningsutveckling
Antalet invånare i kommunen Saint-Alban-Leysse
| Referens: INSEE |